# Gorden Wagener

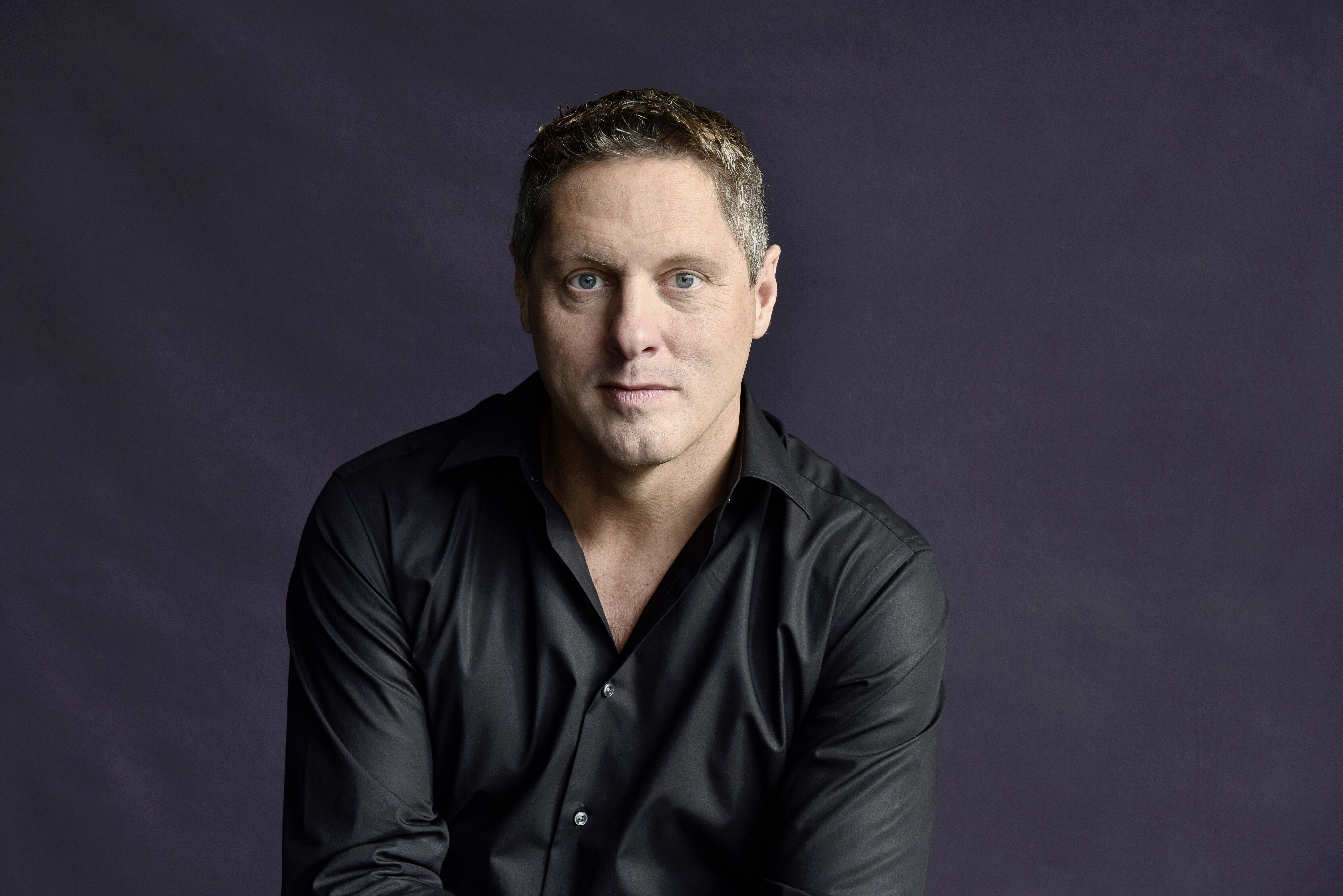
Gorden Wagener (2018)

Gorden Wagener (* 3. September 1968 in Essen) ist ein deutscher Automobil-Designer und aktuell Chief Design Officer der Mercedes-Benz Group mit deren Marken Mercedes-Benz, Mercedes-AMG, Mercedes-Maybach und Smart.

## Leben
Gorden Wagener studierte an der Universität Essen Industriedesign und spezialisierte sich am The Royal College of Art in London auf Transportations Design. Bevor er 1997 bei Mercedes-Benz anfing, war er als Exterieur-Designer bei Volkswagen, Mazda sowie General Motors tätig. In seiner heutigen Position arbeitet er seit 2008, er trat die Nachfolge von Peter Pfeiffer an. Gorden Wagener gestaltet mit seinem Team sämtliche Marken und Produkte des Unternehmens, vom Automobil bis zum holistischen Corporate Design aller Konzernmarken. Im Fokus steht die Arbeit der Hauptmarke Mercedes-Benz, unter seiner Leitung wurde im Jahre 2009 die Design-Philosophie der „Sinnlichen Klarheit“ entworfen.

## Karriere
- 1997 Transportation Designer bei Mercedes-Benz
- 1999 Leiter Exterieur-/Interieur-Styling  R, ML, GL-Plattform und Leiter Exterieur/Interieur-Styling A-, B-, C-, E-, CLK- und CLS-Plattform.
- 2006 Leiter Mercedes-Benz Advanced Design of North America Inc
- 2007 Vice President DaimlerChrysler Research, Engineering and Design North America Inc.
- 2007 Leiter Strategisches Design und Global Advanced Design Kalifornien
- 2008 Leiter Designbereich Daimler AG, Mercedes-Benz Cars, Vans & Daimler Trucks
- 2009 Professorentitel honoris causa der Moholy-Nagy Universität für Kunst und Design in Budapest
- 2010 Verleihung des Titels Doktor honoris causa der technischen Universität Sofia
- 2016 Chief Design Officer Daimler AG, Mercedes-Benz Cars, Vans & Daimler Trucks

## Fahrzeug-Designs
Gorden Wagener ist verantwortlich für eine Vielzahl Mercedes-Benz-Modelle, wie u. a. die C-Klasse der Baureihe 205, S-Klasse der Baureihe 222 und 217, SL-Klasse,
die Mercedes-AMG GT, – die Baureihe C190, sowie die GLE Coupé (C292), GLC (X253), die smart-Modelle und die zahlreichen Nutzfahrzeuge des Unternehmens: das europäische Mercedes-Benz Produktprogramm, die Fahrzeuge, die unter dem gleichen Markennamen in Brasilien gebaut werden, für Freightliner und Western Star in den USA, Mitsubishi-Fuso in Japan, Bharat-Benz in Indien sowie Evobus.